# RKCゴールデンナイター
RKCゴールデンナイター（アールケーシー・ゴールデンナイター）は高知放送（RKC）ラジオが毎年4月 - 9月の水 - 金曜に毎夜放送されているプロ野球中継である。

## 放送日時
- 水曜 - 金曜 18:20 - 22:00

21:00までに試合が終わった場合、21:00まではキー局の放送編成に従って他の球場の試合、もしくはスタジオ企画が放送される。22:00まで終了した場合、中継終了次第『バンリク』がスタート。
2009年度までは日曜日も放送していたが、TBSラジオによる週末のナイター全国中継廃止及び『中四国ライブネット』の通年放送化に伴い、日本シリーズ中継を除いて廃枠となっている。2015年度までは土曜日も放送していたが、2016年度からは廃枠（JRNのワイド番組へネットチェンジ）となっている。その日本シリーズ中継も2016年を最後に中継を取りやめとなったため、日本シリーズ開催に伴いブロックネット番組（『中四国ライブネット』『杉ノ内由紀のミュージック・さえら』）が休止される日曜日は穴埋め番組を編成し、本来21時スタートが基本の『バンリク』も日本シリーズ開催日に限り22時飛び乗りで対処し、21時台は穴埋め番組を放送する。
2017年度までは火曜日も放送していたが、TBSラジオが2017年限りでプロ野球中継関連の業務から撤退したため、2018年から火曜日の中継を廃止。廃止後は18:30までは独自編成、18:30からはTBSラジオ制作番組（2023年度まで『アフター6ジャンクション』、2024年度からは『荻上チキ・Session』）の同時ネットを実施していたが、TBSラジオの改編の影響で2025年度は19:00まで自主編成、19時台に『Session』、20時台に『アフター6ジャンクション2』を同時ネットしている。なお2025年時点で、火曜日にTBSラジオ制作の生ワイド番組をネットしているのは当局が四国唯一である。
主題歌は行進曲『パープルページェント・マーチ』（作曲・カール・ローレンス・キング）である。

## ネット受け
- 水曜日 - 金曜日：NRNナイター（キー局：ニッポン放送）

2009年までの土曜・日曜はTBSラジオ発JRNナイターであった。前述の理由により、2010年度からのネット廃止までの土曜日は文化放送発NRNナイターに変更（日本シリーズも2010・2011年度はNRNネットとなったが、2012年以降はJRNに戻した）。

### 制作担当局（2017年時点）
| 地域（球団）／曜日         | 火  | 水  | 木  | 金  |
| 基本系列                   | JRN | NRN | NRN | NRN |
| 北海道（日）               | HBC | STV | STV | STV |
| 宮城（楽）                 | TBC | TBC | TBC | TBC |
| 関東（巨・ヤ・横・西・ロ） | TBS | LF  | LF  | LF  |
| 中京（中）                 | CBC | SF  | SF  | SF  |
| 近畿（神・オ）             | ABC | MBS | MBS | ABC |
| 広島（広）                 | RCC | RCC | RCC | RCC |
| 福岡（ソ）                 | RKB | KBC | KBC | KBC |
| -------------------------- | --- | --- | --- | --- |

1. ↑  JRN（TBSラジオ）ネットの時はヤクルト主催ゲームの中継はできない（日本シリーズおよび本拠地球場開催のオールスターゲームを除く）。
2. ↑  試合によりRFからのネット受けとなる場合がある